# Masos de Galzeran
Els Masos de Galzeran són un conjunt de masies de la Febró (Baix Camp) protegits com a Bé Cultural d'Interès Local.

## Descripció
Els Masos de Galzeran estan situats a la zona dels Masos, en un punt mig del Camí de Siurana. Es tractava d'un petit caseriu format per cinc masos agrupats (Cal Bernat, Cal Joaquim, Cal Perdiu I, Cal Perdiu II i Cal Po), a mitja hora de la Febró, vora el barranc de les Tallerasses (o de les Estenallasses). Només queda sencer un dels masos però no hi viu ningú. Els edificis estan construïts en paredat.